# Dogme2000
Dogme 2000 er et miljøsamarbejde mellem kommuner, kommunerne vil gøre en ekstra indsats for at beskytte og forbedre miljøet og arbejder langsigtet med at udvikle et bæredygtigt lokalsamfund.

Samarbejdet bygger på tre dogmer:
- Menneskers påvirkninger af miljøet skal måles
- Der skal udarbejdes en plan for forbedring af miljøet: Agenda 21
- Miljøarbejdet skal forankres lokalt

Projektet startede i 2000 med Albertslund, Ballerup og Københavns kommuner, senere har Fredericia, Herning, Kolding og Malmø tilsluttet sig. 

## Ekstern henvisning
- Dogme2000.dk – Forside Arkiveret 29. september 2020 hos  Wayback Machine